# Jenseits der Stille
Jenseits der Stille (no Brasil, A Música e o Silêncio) é um filme alemão de 1996 dirigido por Caroline Link.
Conta a história de Lara, cujos pais são surdos, e seu envolvimento com a música.

## Premiações
- 1997: Tokyo International Film Festival - Vencedor do Grand Prix e categoria melhor roteiro
- 1998: Indicado ao Óscar na categoria melhor filme em língua estrangeira